# Kappa dels Bessons
Kappa dels Bessons (κ Gem Geminorum) és un estel binari a la constel·lació dels Bessons. Encara que no té nom propi habitual, en astronomia xinesa se l'anomena 積薪 (Jīxīn), «pila de llenya», car marca l'asterisme del mateix nom dins de la constel·lació de Jǐng.
El sistema s'hi troba a 141 anys llum del sistema solar. La component principal, Kappa Geminorum A, és una gegant groga de tipus espectral G8III i magnitud aparent +3,57. La seva temperatura efectiva és de 4.990 K i llueix amb una lluminositat 74 vegades major que la del Sol. El seu diàmetre és 11,5 vegades més gran que el diàmetre solar i la seva velocitat de rotació projectada és de 5 km/s, donant lloc a un període de rotació que pot durar fins a 115 dies. Amb una massa de 2,7 masses solars, té una edat aproximada de 500 milions d'anys.
Separada visualment 7,5 segons d'arc de l'estel primari, la seva companya estel·lar, Kappa Geminorum B, té magnitud aparent +8,2. En els últims 200 anys la separació visual entre ambdós estels amb prou feines ha variat 2,5 segons d'arc, cosa que suggereix que es tracta d'un veritable sistema binari, si bé amb un llarg període orbital que supera els 3.000 anys. Kappa Geminorum B és probablement una nana groga de tipus G4 l'activitat magnètica de la qual genera els rajos X provinents del sistema.